# Nuria Llagostera Vives
Dit is een Spaanse naam; Llagostera is de vadernaam en Vives is de moedernaam.
Nuria Llagostera Vives (Mallorca, 16 mei 1980) is een voormalig professioneel tennisspeelster uit Spanje. Llagostera Vives werd professional in 1996. Haar favoriete slag is de backhand langs de lijn. Zij speelt het liefst op gravel.

## Loopbaan
Enkelspel – Tot op dit moment(september 2013) wist Llagostera Vives twee WTA-toernooien te winnen. In 2005 won zij het toernooi van Rabat – zij versloeg in de finale de Chinese Zheng Jie. In 2008 won zij het toernooi van Bogota. Daarnaast was zij eenmaal verliezend finaliste. Op de ITF-tour won zij elf toernooien. Haar beste resultaat op een grandslamtoernooi is de vierde ronde op Roland Garros 2005. Zij verloor van de Russin Maria Sjarapova. Sinds november 2011 is zij niet meer actief in het enkelspel. Haar hoogste positie op de WTA-ranglijst is de 35e plaats, die zij bereikte in juni 2005.
Dubbelspel – Llagostera Vives won zestien WTA-toernooien, waaronder een titel in eigen land in Barcelona in 2007, samen met landgenote Arantxa Parra Santonja. Daarnaast won zij vijf toernooien op de ITF-tour. Haar beste resultaat op een grandslamtoernooi is het bereiken van de halve finale op Roland Garros 2010 en 2012, alsmede US Open 2012, alle drie keren samen met María José Martínez Sánchez. In het gemengd dubbelspel bereikte zij ook een keer de halve finale: op Roland Garros 2010, aan de zijde van de Oostenrijker Oliver Marach. Haar hoogste positie op de WTA-ranglijst is de vijfde plaats, die zij bereikte in november 2009.
Ze testte positief tijdens het toernooi van Stanford en werd daardoor in november 2013 voor een periode van twee jaar uitgesloten van deelname aan toernooien. Ze kondigde daarom haar afscheid aan aan het professionele tenniscircuit.

## Posities op deWTA-ranglijst
Positie per einde seizoen:
| jaar | rang enkelspel | rang dubbelspel |
| ---- | -------------- | --------------- |
| 2013 | –              | 40              |
| 2012 | –              | 10              |
| 2011 | 128            | 32              |
| 2010 | 130            | 19              |
| 2009 | 147            | 5               |
| 2008 | 70             | 29              |
| 2007 | 147            | 97              |
| 2006 | 273            | 370             |
| 2005 | 49             | 55              |
| 2004 | 79             | 108             |
| 2003 | 139            | 179             |
| 2002 | 193            | 219             |
| 2001 | 96             | 235             |
| 2000 | 132            | 263             |
| 1999 | 237            | 384             |
| 1998 | 693            | 568             |
| 1997 | 949            | 632             |

## Palmares

### WTA-finaleplaatsen enkelspel
| nr.              | finale     | toernooi      | ondergrond | tegenstandster       | score          |         |
| ---------------- | ---------- | ------------- | ---------- | -------------------- | -------------- | ------- |
| gewonnen finales |            |               |            |                      |                |         |
| 1.               | 2005-05-08 | WTA Rabat     | gravel     | Zheng Jie            | 6-4, 6-2       | details |
| 2.               | 2008-02-24 | WTA Bogota    | gravel     | María Emilia Salerni | 6-0, 6-4       | details |
| verloren finales |            |               |            |                      |                |         |
| 1.               | 2005-10-02 | WTA Guangzhou | hardcourt  | Yan Zi               | 4-6, 0-4, opg. | details |

### WTA-finaleplaatsen vrouwendubbelspel
| nr.              | datum      | toernooi          | partner                     | tegenstandsters                                    | score             |         |
| ---------------- | ---------- | ----------------- | --------------------------- | -------------------------------------------------- | ----------------- | ------- |
| gewonnen finales |            |                   |                             |                                                    |                   |         |
| 1.               | 2004-08-09 | WTA Sopot         | Marta Marrero               | Klaudia Jans Alicja Rosolska                       | 6-4, 6-3          | details |
| 2.               | 2005-09-19 | WTA Peking        | María Vento-Kabchi          | Zheng Jie Yan Zi                                   | 6-2, 6-4          | details |
| 3.               | 2007-06-11 | WTA Barcelona     | Arantxa Parra Santonja      | Flavia Pennetta Lourdes Domínguez Lino             | 7-6, 2-6, [12-10] | details |
| 4.               | 2008-03-01 | WTA Acapulco      | María José Martínez Sánchez | Iveta Benešová Petra Cetkovská                     | 6-2, 6-4          | details |
| 5.               | 2008-07-13 | WTA Palermo       | Sara Errani                 | Alla Koedrjavtseva Anastasija Pavljoetsjenkova     | 2-6, 7-6, [10-4]  | details |
| 6.               | 2009-02-21 | WTA Bogota        | María José Martínez Sánchez | Gisela Dulko Flavia Pennetta                       | 7-5, 3-6, [10-7]  | details |
| 7.               | 2009-02-28 | WTA Acapulco      | María José Martínez Sánchez | Lourdes Domínguez Lino Arantxa Parra Santonja      | 6-4, 6-2          | details |
| 8.               | 2009-04-19 | WTA Barcelona     | María José Martínez Sánchez | Sorana Cîrstea Andreja Klepač                      | 3-6, 6-2, [10-8]  | details |
| 9.               | 2009-07-18 | WTA Palermo       | María José Martínez Sánchez | Marija Koryttseva Darija Koestova                  | 6-1, 6-2          | details |
| 10.              | 2009-08-23 | WTA Toronto       | María José Martínez Sánchez | Samantha Stosur Rennae Stubbs                      | 2-6, 7-5, [11-9]  | details |
| 11.              | 2009-08-29 | WTA New Haven     | María José Martínez Sánchez | Iveta Benešová Lucie Hradecká                      | 6-2, 7-5          | details |
| 12.              | 2009-11-01 | WTA Championships | María José Martínez Sánchez | Cara Black Liezel Huber                            | 7-6, 5-7, [10-7]  | details |
| 13.              | 2010-02-20 | WTA Dubai         | María José Martínez Sánchez | Květa Peschke Katarina Srebotnik                   | 7-6, 6-4          | details |
| 14.              | 2011-04-09 | WTA Marbella      | Arantxa Parra Santonja      | Sara Errani Roberta Vinci                          | 3-6, 6-4, [10-5]  | details |
| 15.              | 2012-01-07 | WTA Brisbane      | Arantxa Parra Santonja      | Raquel Kops-Jones Abigail Spears                   | 7-6, 7-6          | details |
| 16.              | 2012-06-23 | WTA Eastbourne    | María José Martínez Sánchez | Liezel Huber Lisa Raymond                          | 6-4, opg.         | details |
| verloren finales |            |                   |                             |                                                    |                   |         |
| 1.               | 2004-09-27 | WTA Hasselt       | Marta Marrero               | Jennifer Russell Mara Santangelo                   | 3-6, 5-7          | details |
| 2.               | 2005-05-02 | WTA Rabat         | Lourdes Domínguez Lino      | Émilie Loit Barbora Strýcová                       | 6-3, 6-7, 5-7     | details |
| 3.               | 2005-06-19 | WTA Rosmalen      | Iveta Benešová              | Anabel Medina Garrigues Dinara Safina              | 4-6, 6-2, 6-7     | details |
| 4.               | 2008-05-11 | WTA Berlijn       | María José Martínez Sánchez | Cara Black Liezel Huber                            | 6-3, 2-6, [2-10]  | details |
| 5.               | 2008-06-15 | WTA Barcelona     | María José Martínez Sánchez | Lourdes Domínguez Lino Arantxa Parra Santonja      | 6-4, 5-7, [4-10]  | details |
| 6.               | 2009-01-10 | WTA Auckland      | Arantxa Parra Santonja      | Nathalie Dechy Mara Santangelo                     | 6-4, 6-7, [10-12] | details |
| 7.               | 2009-07-11 | WTA Båstad        | María José Martínez Sánchez | Gisela Dulko Flavia Pennetta                       | 2-6, 6-0, [5-10]  | details |
| 8.               | 2009-08-16 | WTA Cincinnati    | María José Martínez Sánchez | Cara Black Liezel Huber                            | 3-6, 6-0, [2-10]  | details |
| 9.               | 2010-05-08 | WTA Rome          | María José Martínez Sánchez | Gisela Dulko Flavia Pennetta                       | 4-6, 2-6          | details |
| 10.              | 2011-07-09 | WTA Båstad        | Arantxa Parra Santonja      | Lourdes Domínguez Lino María José Martínez Sánchez | 3-6, 3-6          | details |
| 11.              | 2012-10-06 | WTA Peking        | Sania Mirza                 | Jekaterina Makarova Jelena Vesnina                 | 5-7, 5-7          | details |

## Resultaten grandslamtoernooien
| Legenda | Legenda                          |
| ------- | -------------------------------- |
| g.t.    | geen toernooi gehouden           |
| l.c.    | lagere categorie                 |
| –       | niet deelgenomen                 |
| G       | uitgeschakeld in de groepsfase   |
| 1R      | uitgeschakeld in de eerste ronde |
| 2R      | uitgeschakeld in de tweede ronde |
| 3R      | uitgeschakeld in de derde ronde  |
| 4R      | uitgeschakeld in de vierde ronde |
| KF      | uitgeschakeld in de kwartfinale  |
| HF      | uitgeschakeld in de halve finale |
| F       | de finale verloren               |
| W       | het toernooi gewonnen            |
| w-v     | winst/verlies-balans             |

### Enkelspel
| Toernooi        | 2001 | 2002 | 2003 | 2004 | 2005 | 2006 | 2007 | 2008 | 2009 | 2010 | 2011 |
| --------------- | ---- | ---- | ---- | ---- | ---- | ---- | ---- | ---- | ---- | ---- | ---- |
| Australian Open | 3R   | 2R   | 1R   | –    | 1R   | 1R   | –    | –    | 1R   | –    | –    |
| Roland Garros   | 3R   | 1R   | –    | –    | 4R   | –    | 2R   | 1R   | 1R   | 1R   | 3R   |
| Wimbledon       | 1R   | –    | –    | 2R   | 1R   | –    | –    | 1R   | 1R   | 1R   | –    |
| US Open         | 1R   | –    | –    | 1R   | 1R   | –    | –    | 1R   | 1R   | 1R   | 1R   |

### Vrouwendubbelspel
| Toernooi        | 2004 | 2005 | 2006 | 2007 | 2008 | 2009 | 2010 | 2011 | 2012 | 2013 |
| --------------- | ---- | ---- | ---- | ---- | ---- | ---- | ---- | ---- | ---- | ---- |
| Australian Open | –    | 1R   | 1R   | –    | –    | KF   | 3R   | 2R   | 2R   | KF   |
| Roland Garros   | –    | 3R   | –    | 3R   | KF   | 1R   | HF   | 2R   | HF   | –    |
| Wimbledon       | –    | 2R   | –    | –    | KF   | KF   | –    | KF   | KF   | –    |
| US Open         | 1R   | 1R   | –    | –    | 2R   | KF   | 1R   | 2R   | HF   | 3R   |

### Gemengd dubbelspel
| Toernooi        | 2008 |    | 2010 | 2011 | 2012 | 2013 |
| --------------- | ---- | -- | ---- | ---- | ---- | ---- |
| Australian Open | –    | 1R | –    | 1R   | KF   |      |
| Roland Garros   | –    | HF | –    | KF   | –    |      |
| Wimbledon       | 1R   | 2R | –    | 2R   | –    |      |
| US Open         | –    | –  | 2R   | KF   | 1R   |      |